# Blaisy
Blaisy là một xã thuộc tỉnh Haute-Marne trong vùng Grand Est đông bắc nước Pháp. Xã này nằm ở khu vực có độ cao trung bình 290 mét trên mực nước biển.
Sông Blaise chảy qua thị trấn. Dân số thời điểm năm 2006 là 84 người.